# Униан-ди-Минас
Униан-ди-Минас (порт. União de Minas) — муниципалитет в Бразилии, входит в штат Минас-Жерайс. Составная часть мезорегиона Триангулу-Минейру-и-Алту-Паранаиба. Входит в экономико-статистический микрорегион Фрутал. Население составляет 5034 человека на 2006 год. Занимает площадь 1150,596 км². Плотность населения — 4,4 чел./км².

## История
Город основан 22 декабря 1997 года.

## Статистика
- Валовой внутренний продукт на 2003 год составляет 46 916 786,00 реалов (данные: Бразильский институт географии и статистики).
- Валовой внутренний продукт на душу населения на 2003 год составляет 9669,58 реалов (данные: Бразильский институт географии и статистики).
- Индекс развития человеческого потенциала на 2000 год составляет 0,716 (данные: Программа развития ООН).